# Gyeplabda az 1996. évi nyári olimpiai játékokon
Az 1996. évi nyári olimpiai játékokon a gyeplabdatornákat július 20. és augusztus 5. között rendezték. A férfi tornán 12, a női tornán 8 válogatott szerepelt.

## Éremtáblázat

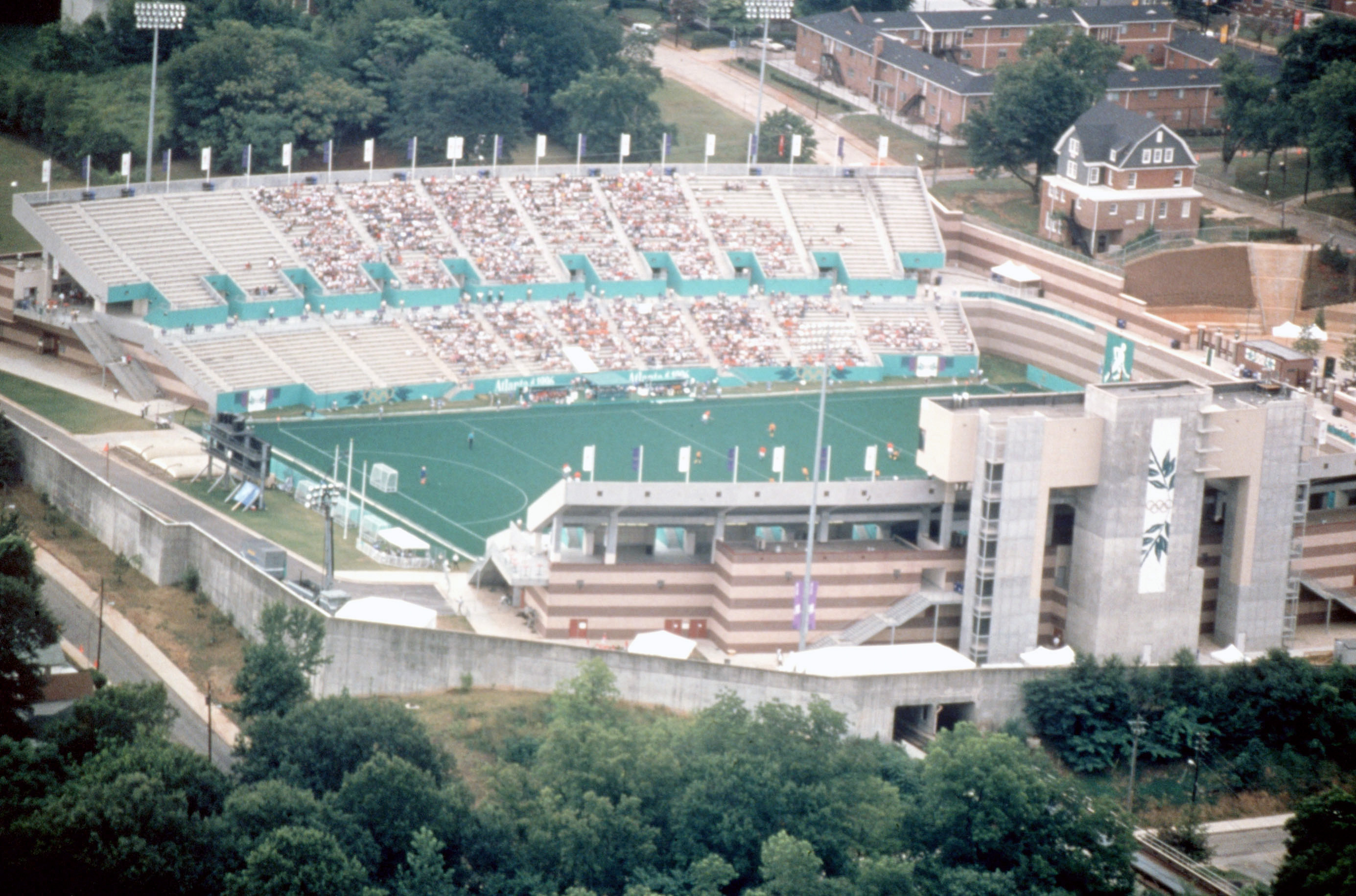
A mérkőzések fő helyszíne, a Herndon Stadion

(Az egyes számoszlopok legmagasabb értéke vagy értékei vastagítással kiemelve.)
| Az 1996. évi nyári olimpiai játékok éremtáblázata gyeplabdában | Az 1996. évi nyári olimpiai játékok éremtáblázata gyeplabdában | Az 1996. évi nyári olimpiai játékok éremtáblázata gyeplabdában | Az 1996. évi nyári olimpiai játékok éremtáblázata gyeplabdában | Az 1996. évi nyári olimpiai játékok éremtáblázata gyeplabdában | Olimpia  |
| -------------------------------------------------------------- | -------------------------------------------------------------- | -------------------------------------------------------------- | -------------------------------------------------------------- | -------------------------------------------------------------- | -------- |
|                                                                | Ország                                                         | Arany                                                          | Ezüst                                                          | Bronz                                                          | Összesen |
| 1.                                                             | Hollandia (NED)                                                | 1                                                              | 0                                                              | 1                                                              | 2        |
|                                                                | Ausztrália (AUS)                                               | 1                                                              | 0                                                              | 1                                                              | 2        |
|                                                                |                                                                |                                                                |                                                                |                                                                |          |
| 3.                                                             | Spanyolország (ESP)                                            | 0                                                              | 1                                                              | 0                                                              | 1        |
|                                                                | Dél-Korea (KOR)                                                | 0                                                              | 1                                                              | 0                                                              | 1        |
|                                                                |                                                                |                                                                |                                                                |                                                                |          |
| Összesen                                                       | Összesen                                                       | 2                                                              | 2                                                              | 2                                                              | 6        |

## Érmesek

### Férfi torna
| Az 1996. évi nyári olimpiai játékok érmesei férfi gyeplabdában | Az 1996. évi nyári olimpiai játékok érmesei férfi gyeplabdában | Az 1996. évi nyári olimpiai játékok érmesei férfi gyeplabdában | Az 1996. évi nyári olimpiai játékok érmesei férfi gyeplabdában |
| --- | --- | --- | -------------------------------------------------------------- |
| Arany | Ezüst | Bronz |                                                                |
| Hollandia (NED) | Spanyolország (ESP) | Ausztrália (AUS) |                                                                |
| Floris Jan Bovelander Danny Bree Jacques Brinkman Maurits Crucq Teun de Nooijer Marc Delissen Jeroen Delmeé Ronald Jansen Erik Jazet Leo Klein Gebbink Bram Lomans Taco van den Honert Rogier van der Wal Tycho van Meer Wouter van Pelt Remco van Wijk | Jaime Amat Pablo Amat Javier Arnau Jordi Arnau Óscar Barrena Ignacio Cobos Juan Dinarés Juan Escarré Xavier Escudé Juantxo García-Mauriño Antonió Gonzalez Ramón Jufresa Joaquin Malgosa Víctor Pujol Ramón Sala Pablo Usoz | Stuart Carruthers Baeden Choppy Stephen Davies Damon Diletti Lachlan Dreher Lachlan Elmer Brendan Garard Paul Gaudoin Mark Hager Paul Lewis Grant Smith Matthew Smith Daniel Sproule Jay Stacy Ken Wark Michael York |                                                                |

### Női torna
| Az 1996. évi nyári olimpiai játékok érmesei női gyeplabdában | Az 1996. évi nyári olimpiai játékok érmesei női gyeplabdában | Az 1996. évi nyári olimpiai játékok érmesei női gyeplabdában | Az 1996. évi nyári olimpiai játékok érmesei női gyeplabdában |
| --- | --- | --- | ------------------------------------------------------------ |
| Arany | Ezüst | Bronz |                                                              |
| Ausztrália (AUS) | Dél-Korea (KOR) | Hollandia (NED) |                                                              |
| Katie Allen Michelle Andrews Alyson Annan Louise Dobson Renita Farrell Juliet Haslam Rechelle Hawkes Clover Maitland Karen Marsden Claire Mitchell-Taverner Jenny Morris Nikki Mott Alison Peek Jackie Pereira Nova Peris-Kneebone Katrina Powel | Ju Dzseszuk Cshö Ungjong Cso Undzsong O Szungszin Im Dzsongszuk Kim Mjongok Csang Undzsong I Dzsijong I Ungjong Kvon Szuhjon U Hjondzsong Cshö Miszun I Unjong Cson Jongszon Kvon Cshangszuk Csin Dokszan | Ageeth Boomgaardt Stelle de Heij Wietske de Ruiter Wilhelmina Donners Willemijn Duyster Wendy Fortuin Eleonoor Holsboer Nicole Koolen Ellen Kuipers Jeannette Lewin Suzanne Plesman Florentine Steenberghe Josepha Teeuwen Carole Thate Jacquelin Toxopeus |                                                              |